# Copenhague Cup
La Copenhague Cup est une course hippique de trot attelé se déroulant au mois de mai (au mois de juin avant 2014) sur l'hippodrome de Charlottenlund à Copenhague au Danemark.
C'est une course internationale de Groupe I réservée aux chevaux de 3 ans et plus. Il s'agit de la course danoise de trot la plus célèbre. C'était une étape du Grand Circuit européen de trot, avant sa suppression en 2012.
Elle se court sur la distance de 2 011 mètres, départ à l'autostart et l'allocation s'élève à 870 000 DKK (environ 116 615 €).

## Palmarès depuis 1975
| Année | Vainqueur          | S/A | Pays       | Père             | Driver              | Deuxième          | Troisième          | Réd.km |
| ----- | ------------------ | --- | ---------- | ---------------- | ------------------- | ----------------- | ------------------ | ------ |
| 2025  | Diva Ek            | F.6 | Italie     | Trixton          | Mats-E. Djuse       | Dancer Brodde     | Hadès de Vandel    | 1'10"3 |
| 2024  | Barack Face        | M.5 | Suède      | Ready Cash       | Adrian Kolgjini     | Hustle Rain       | Kagan              | 1'11"6 |
| 2023  | Önas Prince        | M.6 | Suède      | Chocolatier      | Per Nordström       | Calle Crown       | Seven Nation Army  | 1'10"2 |
| 2022  | Mister F. Daag     | M.7 | Danemark   | Conway Hall      | Robin Bakker        | Calle Crown       | Stoletheshow       | 1'11"5 |
| 2021  | Cyber Lane         | H.8 | Suède      | Raja Mirchi      | Johan Untersteiner  | Zaccaria Bar      | Bahia Quesnot      | 1'10"9 |
| 2020  | Heart of Steel     | H.6 | Pays-Bas   | Cantab Hall      | Peter Untersteiner  | Milligan's School | Mister F Daag      | 1'12"3 |
| 2019  | Handsome Brad      | M.6 | Suède      | Brad de Veluwe   | Carl-Johan Jepson   | Cyber Lane        | Generaal Bianco    | 1'11"4 |
| 2018  | Cyber Lane         | H.5 | Suède      | Raja Mirchi      | Johan Untersteiner  | Takethem          | Cruzado Dela Noche | 1'11"4 |
| 2017  | Cruzado Dela Noche | M.5 | États-Unis | Muscle Massive   | Per Linderoth       | Nadal Broline     | Buzz Mearas        | 1'11"1 |
| 2016  | Your Highness      | F.7 | Suède      | Chocolatier      | Björn Goop          | Spring Erom       | Trebol             | 1'11"5 |
| 2015  | Robert Bi          | M.5 | Pays-Bas   | Toss Out         | Robin Bakker        | Maven             | Voltigeur de Myrt  | 1'10"1 |
| 2014  | Orali              | M.8 | Danemark   | Great Challenger | Jeppe Juel          | Magic Tonight     | Solvato            | 1'12"1 |
| 2013  | Mr Picolit         | M.6 | Suède      | Scarlet Knight   | Åke Svanstedt       | Commander Crowe   | Quinoa du Gers     | 1'11"7 |
| 2012  | Wishing Stone      | M.5 | États-Unis | Conway Hall      | Jeppe Juel          | Quarcio du Chêne  | Classic Grand Cru  | 1'11"3 |
| 2011  | Libeccio Grif      | M.6 | Italie     | Andover Hall     | Björn Goop          | Linda Di Casei    | Joke Face          | 1'10"7 |
| 2010  | Nu Pagadi          | M.5 | Allemagne  | Love You         | Erik Adielsson      | Spring Erom       | Classic Grand Cru  | 1'11"7 |
| 2009  | Triton Sund        | M.9 | Suède      | Viking Kronos    | Örjan Kihlström     | Garland Kosmos    | Quarcio du Chêne   | 1'12"8 |
| 2008  | Ghibellino         | M.5 | Italie     | Pine Chip        | Roberto Andeghetti  | Enough Talk       | Citation           | 1'12"4 |
| 2007  | Kool du Caux       | M.9 | France     | Bijou du Bignon  | Jean-Michel Bazire  | Kito du Vivier    | Tunk Nafets        | 1'12"  |
| 2006  | Mara Bourbon       | F.6 | France     | And Arifant      | Jean-Pierre Dubois  | Giant Diablo      | Citation           | 1'12"2 |
| 2005  | Steinlager         | M.7 | Norvège    | Good As Gold     | Per-Oleg Midtfjeld  | Gidde Palema      | Giant Diablo       | 1'13"  |
| 2004  | Revenue            | M.7 | Suède      | Rêve d'Udon      | Lutfi Kolgjini      | Gidde Palema      | Steinlager         | 1'12"6 |
| 2003  | Gidde Palema       | H.8 | Suède      | Alf Palema       | Åke Svanstedt       | Revenue           | Norvelous Hanover  | 1'13"5 |
| 2002  | Legendary Lover K  | M.5 | États-Unis | Armbro Goal      | Steen Juul          | Home Alone        | Abano As           | 1'12"7 |
| 2001  | Victory Tilly      | H.6 | Suède      | Quick Pay        | Stig H. Johansson   | Lyell Creek       | Blue Fighter       | 1'13"4 |
| 2000  | Indian Silver      | M.7 | Suède      | Choctaw Brave    | Stig H. Johansson   | Gidde Palema      | Louise Laukko      | 1'12"8 |
| 1999  | Giesolo de Lou     | M.5 | France     | Biesolo          | Jean-Étienne Dubois | Gill's Victory    | Special Force      | 1'13"5 |
| 1998  | Moni Maker         | F.5 | États-Unis | Speedy Crown     | Wally Hennessey     | Dryade des Bois   | Giant Dynasty      | 1'12"6 |
| 1997  | Zoogin             | M.7 | Suède      | Zoot Suit        | Åke Svanstedt       | Wesgate Crown     | Pik König          | 1'14"1 |
| 1996  | Triple T. Storm    | M.6 | États-Unis | Triple T. Crown  | Jos Verbeeck        | B. Cor Pete       | Pride of Petite    | 1'14"1 |
| 1995  | S.J.´s Photo       | M.5 | États-Unis | Photo Maker      | David Wade          | Bulville Victory  | Tamin Sandy        | 1'12"8 |
| 1994  | Bolets Igor        | M.6 | Suède      | Texas            | Lennart Forsgren    | Giant Force       | Copiad             | 1'13"2 |
| 1993  | Campo Ass          | M.5 | Allemagne  | Diamond Way      | Wim Paal            | Texas Express     | Shan Rags          | 1'14"6 |
| 1992  | Bravo Sund         | M.8 | Suède      | Songcan          | Jorma Kontio        | Peace Corps       | Sea Cove           | 1'14"9 |
| 1991  | Glass Hanover      | M.5 | États-Unis | Florida Pro      | Helmut Beckemeyer   | Nealy Lobell      | Beseiged           | 1'14"5 |
| 1990  | Meadow Roland      | M.7 | États-Unis | Nevele Pride     | Preben Kjaersgaard  | Jet Ribb          | Quellou            | 1'13"5 |
| 1989  | Meadow Roland      | M.6 | États-Unis | Nevele Pride     | Preben Kjaersgaard  | Jet Ribb          | Tom Pedro          | 1'14"4 |
| 1988  | Meadow Roland      | M.5 | États-Unis | Nevele Pride     | Preben Kjaersgaard  | Krista Sidney     | Jet Ribb           | 1'14"4 |
| 1987  | Hairos             | M.6 | Suède      | Pay Dirt         | John K.Hansen       | Grades Singing    | Mack The Knife     | 1'14"0 |
| 1986  | Junior Lobell      | M.4 | Danemark   | Steve Lobell     | Sören Norberg       | Biscayne Hanover  | Mack The Knife     | 1'13"6 |
| 1985  | Minou du Donjon    | M.7 | France     | Quioco           | Olle Goop           | Ellizar H.        | Rosalind's Guy     | 1'14"0 |
| 1984  | Lutin d'Isigny     | M.7 | France     | Firstly          | Jean-Paul André     | Armbro Agile      | Evita Broline      | 1'13"8 |
| 1983  | EO Brunn           | M.6 | Suède      | Noble Victory    | Bo W. Takter        | Ianthin           | Snack Bar          | 1'13"9 |
| 1982  | Idéal du Gazeau    | M.8 | France     | Alexis III       | Eugène Lefèvre      | Snack Bar         | US Thor Viking     | 1'14"0 |
| 1981  | Jorky              | M.6 | France     | Kerjacques       | Léopold Verroken    | Idéal du Gazeau   | Speedy Min         | 1'16"3 |
| 1980  | Idéal du Gazeau    | M.6 | France     | Alexis III       | Eugène Lefèvre      | My Nevele         | Express Gaxe       | 1'14"6 |
| 1979  | Charme Asserdal    | F.6 | Finlande   | Train Bloc       | Heikki Korpi        | Pershing          | Madison Avenue     | 1'15"5 |
| 1978  | Pershing           | M.4 | Suède      | Nevele Pride     | Berndt Lindstedt    | Duke Iran         |                    | 1'14"2 |
| 1977  | Keystone Pioneer   | F.5 | États-Unis | Hickory Pride    | Billy Haughton      | Granit            | Petite Evander     | 1'15"  |
| 1976  | Wiretapper         | M.  | Suède      | Noble Victory    | Sören Nordin        |                   |                    | 1'17"2 |
| 1975  | Ritha Lyngholm     | F.  | Suède      | Lord Valentin    | Olle Lindqvist      |                   |                    | 1'18"  |